# Agnes Meyer Driscoll
Agnes Meyer Driscoll (ur. 24 lipca 1889, zm. 16 września 1971) – amerykańska kryptolożka działająca podczas I i II wojny światowej. Znana również jako "Miss Aggie", "Madame X" oraz "pierwsza dama kryptologii morskiej". Twierdziła że „każdy szyfr stworzony przez mężczyznę może zostać złamany przez kobietę”.

## Życiorys

### Wczesne lata
Agnes May Meyer urodziła się 24 lipca 1889 roku w Geneseo, w stanie Illinois. W 1895 roku, wraz z rodziną przeprowadziła się do Westerville, w Ohio, gdzie jej ojciec, Gustav Meyer, dostał pracę nauczyciela muzyki w Otterbein College. W 1901 Gustav ofiarował dom rodzinny do Anti-Saloon League, która przeniosła swoją siedzibę do Westerville. W późniejszym czasie dom został przekazany do Publicznej Biblioteki w Westerville, aktualnie służy jako muzeum Anti-Saloon League oraz Lokalne Centrum Historii w Westerville.

### Edukacja
Agnes uczęszczała do Otterbein College w latach 1907–1909. Otrzymała stopień licencjata sztuki na Uniwersytecie w Ohio, gdzie specjalizowała się w matematyce i fizyce, językach obcych, statystyce i muzyce. Płynnie porozumiewała się w takich językach jak: angielski, francuski, niemiecki, łacina oraz japoński. Od samego początku nauki na collage kontynuowała nauki techniczne oraz ścisłe. Po ukończeniu szkoły wyższej przeprowadziła się do Amarillo, w Teksasie, żyła tam w latach 1911–1918, pracowała jako dyrektor muzyczny na Akademii Wojskowej, a później w katedrze matematyki w lokalnym liceum.

### Lata 1918–1939
22 lipca 1918, rok po dołączeniu Stanów Zjednoczonych do I wojny światowej, Ameryka zaczęła dopuszczać do tego by kobiety mogły zostać zwerbowane. Agnes wykorzystała tę okazję werbując się i zaczynając pracę dla Marynarki Wojennej Stanów Zjednoczonych. Została zrekrutowana do najwyższej możliwej rangi jako szefowa yeoman, a po pewnym czasie pracy na poczcie oraz w biurze cenzury, została przydzielona do sekcji szyfrów i łączności, gdzie zajmowała się tworzeniem tajnych przekazów i testowaniem nowych wynalazków. Chodziło o maszyny prezentowane jako doskonałe narzędzia szyfrujące. Większość z nich kobieta była w stanie przejrzeć z łatwością. Po zakończeniu wojny Agnes podjęła decyzję by kontynuować pracę jako cywil na poczcie. Z wyjątkiem dwu letniej przerwy, podczas której pracowała w prywatnej firmie, została liderem kryptologii dla amerykańskiej marynarki do 1949 roku.
W 1920, kiedy kontynuowała swoją pracę dla marynarki, Meyer podjęła naukę w laboratorium Riverbank w Genevie w stanie Illinois, gdzie pracowali jej znajomi – łamacze kodów, w tym William F. Friedman i Elizabeth Smith Friedman. Agnes jest również znana z pracy dla Amerykańskiej Czarnej Izby ufundowanej przez Herberta Yardleya. To była pierwsza, pokojowa amerykańska agencja łamaczy kodów, postanowili oni łamać kody w korespondencjach dyplomatycznych.
Jej starania nie ograniczały się tylko do systemów manualnych, zajmowała się również rozwijającą się technologią maszynową, stosowaną zarówno do tworzenia jak i łamania szyfrów. Podczas pierwszych dni w sekcji szyfrów i łączności, współtworzyła jedną z maszyn szyfrujących amerykańskiej marynarki – "Maszynę Komunikacyjną". Została ona standardowym urządzeniem szyfrującym dla marynarki przez większość lat 20 XIX wieku.  Za uznanie jej pracy Kongres Stanów Zjednoczonych wręczył Agnes nagrodę w postaci 15,000 dolarów amerykańskich, którymi podzieliła się z wdową, po zmarłym współtwórcy maszyny, Wiliamie Greshemie.
W 1923 roku, wynalazca Edward Hebern, twórca początkującej firmy Hebern Electric Code Company, próbował stworzyć bezpieczniejszy napęd rotorowy do maszyny szyfrującej. Agnes porzuciła marynarkę, żeby testować maszynę, ale nie udało się zapewnić bezpieczniejszego systemu szyfrującego. Powróciła do marynarki wiosną 1924 roku.
W sierpniu 2024 roku poślubiła Michaela Driscolla, prawnika ze stolicy w Waszyngtonie.
Driscoll wraz z porucznikiem Josephem Rochefortem, złamała kod manualny japońskiej marynarki- Kod Czerwonej Książki. Dokonali tego w 1926 roku po trzech latach pracy. Pomogli również złamać Kod Niebieskiej Książki w 1930 roku.
Na początku roku 1935 poprowadziła atak na japońską maszynę szyfrującą M-1 ( znaną również jako Pomarańczową Maszynę), która była używana do szyfrowania wiadomości japońskiej marynarki na całym świecie.
W 1939 roku, zrobiła ważne wtargnięcie do JN-25, kodu operacyjnego japońskiej floty, używanego do najważniejszych wiadomości. Z sukcesem rozwiązała część szyfrującą systemu "5-num", który używał grup liczb jako zamiennik dla słów i liczb, a następnie szyfrował je za pomocą kodu cyfrowego. Po tym osiągnięciu, marynarka mogła odczytywać niektóre standardowe formaty wiadomości, takie jak raporty pogodowe, ale większość wiadomości pozostawała ciągle nieodkryta. Praca ta została w późniejszym czasie rozwijana i wykorzystywana, po ataku na Pearl Harbor przez resztę wojny na Pacyfiku oraz zapewniała wcześniejsze ostrzeżenia o ataku Japonii na Midway Atoll. Driscoll nie była w stanie wziąć udziału w tej pracy ponieważ, w październiku 1940 roku została przeniesiona do zespołu pracującego nad złamaniem niemieckiego szyfru Enigma.
Podczas tego okresu, Driscoll była mentorką początkujących kryptologów morskich:
- Joseph Rochefort
- Thomas Dyer
- Edwin T. Layton
- Joseph Wenger

### Lata 1940–1959
Zanim zaczęła pracę przeciwko JN-25, Driscoll została przeniesiona do nowej grupy, która atakowała niemiecką Enigmę używając przejścia katalogowego. Po prawie dwóch latach pracy nad jej nowym zadaniem, Driscoll i jej zespół nie byli w stanie zrobić postępu w rozwiązywaniu niemieckiego szyfru. Było to częściowo spowodowane jej niechęcią do używania wsparcia maszynowego lub przejścia matematycznego, ale również odrzuciła pomoc brytyjskich łamaczy kodów z Bletchley Park, którzy przyjechali do Stanów Zjednoczonych by jej doradzać. Oprócz tego, Stany zjednoczone oraz Wielka Brytania nie komunikowały się wystarczająco skutecznie, jej podejście okazało się bezowocne ,zostało wypróbowane przez Brytyjczyków, którzy uznali, że istnieje małe prawdopodobne, żeby zadziałało. Ostatecznie prace te zostały zastąpione pracą kryptologiczną między USA a Wielką Brytanią w latach 1942-43.
W 1943 roku, pracowała z zespołem by złamać japoński szyfr Coral. Został złamany po dwóch miesiącach, chociaż Dirscoll mówiła, że miała tylko niewielkie zasługi w tym projekcie.
W 1945 roku, prawdopodobnie pracowała nad atakiem rosyjskich szyfrów.
Driscoll była częścią kontyngentu marynarki wojennej, który dołączył do nowych narodowych agencji kryptologicznych, najpierw Agencji Bezpieczeństwa Sił Zbrojnych w 1949, a następnie Narodowej Agencji Bezpieczeństwa w 1952. Kiedy wraz z Agencją Bezpieczeństwa Sił Zbrojnych prawdopodobnie brała udział w ataku na szyfr Verona.
Od 1946 roku, kiedy odeszła z Narodowej Agencji Bezpieczeństwa, zajmowała wiele stanowisk, ale nigdy nie awansowała na stanowisko wyższego kierownika.
Odeszła z Agencji Bezpieczeństwa Sił Zbrojnych w 1995 roku.

### Śmierć
Agnes Meyer Driscoll zmarła w 1971 roku. Została pochowana na Narodowym Cmentarzu Arlington.

## Wyróżnienia
W roku 2000 została powołana do Sali Honorowej Narodowej Agencji Bezpieczeństwa. W 2017 roku przed jej rodzinnym domem w Westerville umieszczono tablicę upamiętniającą Agnes Meyer Driscoll oraz jej osiągnięcia, nazywając ją "pierwszą damą kryptologii morskiej".